# Rzeczyn (województwo zachodniopomorskie)
Rzeczyn (do 1945 niem. Reetzenhagen) – wieś w Polsce położona w województwie zachodniopomorskim, w powiecie kamieńskim, w gminie Wolin.

## Położenie
Wieś położona w pobliżu drogi krajowej nr 3, ok. 4 kilometry od Wolina w kierunku wschodnim. 

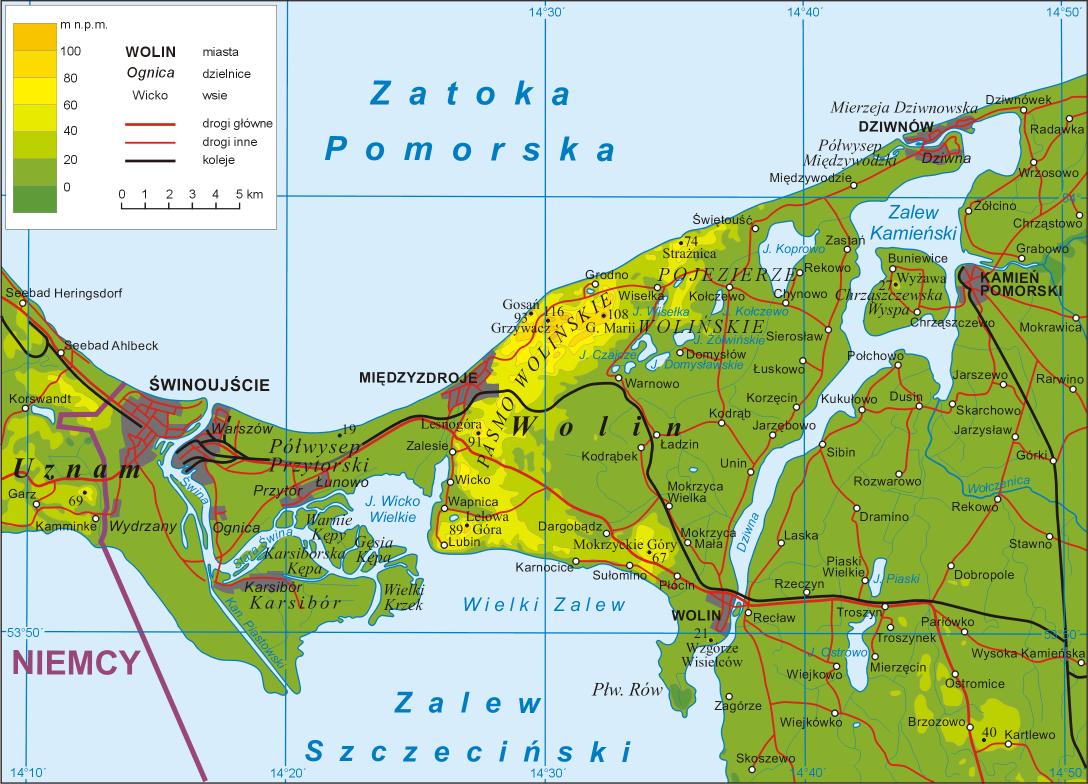
Mapa wyspy Wolin z widocznym Rzeczynem

## Historia
Wieś dawniej była posiadłością rodu von Schlippenbach ze Stepnicy. W latach 1975–1998 miejscowość administracyjnie należała do województwa szczecińskiego.

## Edukacja
Dzieci z Rzeczyna chodzą do szkoły podstawowej w Troszynie. Starsza młodzież uczęszcza do gimnazjum w Wolinie.
- Wrota Wolina. wrota.wolin.pl. [zarchiwizowane z tego adresu (2007-12-16)].